# Egernia formosa
Egernia formosa là một loài thằn lằn trong họ Scincidae. Loài này được Fry mô tả khoa học đầu tiên năm 1914.